# Karl Meyer-Hentschel

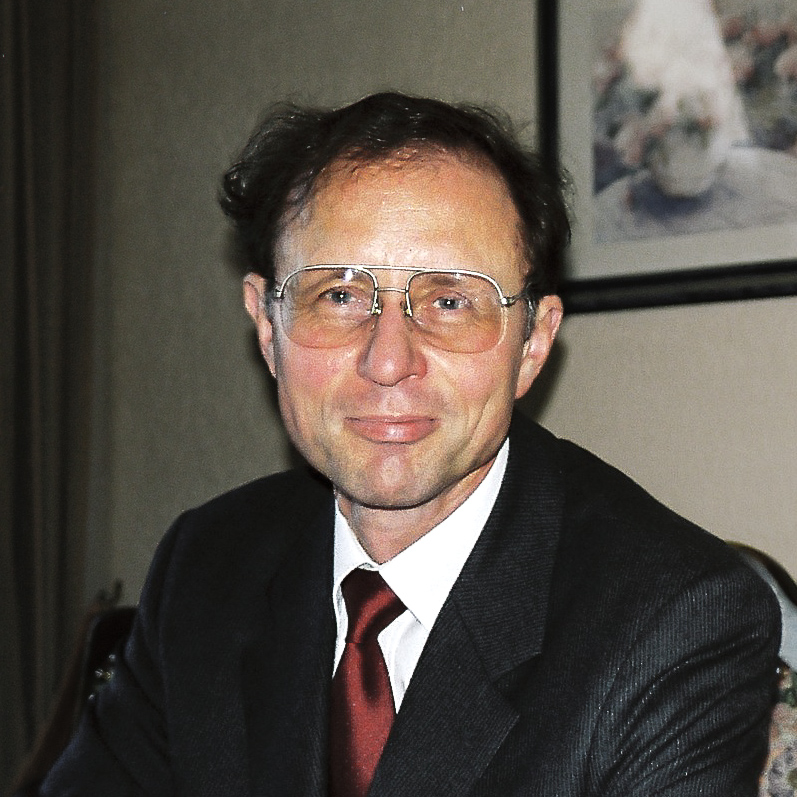
Karl Meyer-Hentschel (1999)

Karl Meyer-Hentschel (* 18. Oktober 1940 in Andernach; † 27. Mai 2008 in Saarbrücken) war ein deutscher Jurist, der in der Interessenvertretung gewerbetreibender Unternehmen in Deutschland tätig war.

## Leben
Karl Meyer-Hentschel war das erste von sieben Kindern von Gerhard Meyer-Hentschel und Elisabeth Meyer-Hentschel (geb. Heil). Seine Kindheit verbrachte er in Andernach, wo er 1960 das Abitur am altsprachlichen Kurfürst-Salentin-Gymnasium ablegte.
Anschließend leistete er von 1960 bis 1962 seinen Wehrdienst als Zeitsoldat (Z2) in einem Artillerie-Aufklärungs-Bataillon. Nach zahlreichen Wehrübungen ist er zuletzt beim Verteidigungsbezirkskommando 46 als Oberstleutnant der Reserve Verbindungs-Stabsoffizier zur Saarländischen Landesregierung und zum Saarbrücker Stadtverband gewesen.
Ab 1962 studierte Meyer-Hentschel Rechts- und Staatswissenschaften an den Universitäten Bonn, Lausanne, Freiburg und Münster. Seine erste juristische Staatsprüfung legte er 1967 am Oberlandesgericht Hamm ab. Anschließend absolvierte er sein Referendariat in Nordrhein-Westfalen und Rheinland-Pfalz. 1971 legte Meyer-Hentschel seine zweite juristische Staatsprüfung beim Prüfungsamt in Mainz ab.
Seine berufliche Laufbahn begann er als persönlicher Referent des Hauptgeschäftsführers der Industrie- und Handelskammer zu Koblenz. Gleichzeitig übernahm er die kommissarische Leitung einer Geschäftsstelle und arbeitete als Dezernent in der Berufsbildungsabteilung.
1972 erhielt Meyer-Hentschel nach Studien der Rechtsvergleichung das Diplôme d’Études Supérieures de Droit Comparé an der Universität Straßburg.
1975 wechselte Meyer-Hentschel zum Deutschen Industrie- und Handelstag (seit 2001 Deutscher Industrie- und Handelskammertag) in Bonn als Referent für Gewerberecht in der Abteilung Absatzwirtschaft. Später ist er dort als Referent für Personal und Organisation in der Abteilung Auslandshandelskammern tätig gewesen.
Ab 1985 trug Meyer-Hentschel als Geschäftsführer in der Industrie- und Handelskammer des Saarlandes in Saarbrücken die Verantwortung für die Abteilung Handel und Gewerberecht. Ab 1990 übernahm er zusätzlich die Abteilung Tourismus. 2000 wurde Meyer-Hentschel Leiter des Geschäftsbereichs für Handel, Tourismus und Recht.
Von 1988 bis 2002 ist Meyer-Hentschel geschäftsführendes Vorstandsmitglied der Gesellschaft der Förderer des Instituts für empirische Wirtschaftsforschung an der Universität des Saarlandes e.V. gewesen.
2002 wurde Meyer-Hentschel in den Ruhestand verabschiedet.
1991 wurde Meyer-Hentschel in den Ritterorden vom Heiligen Grab zu Jerusalem in Hildesheim aufgenommen. Von 2007 bis 2008 ist er Leitender Komtur der Komturei St. Matthias Trier gewesen.
1991 wurde Meyer-Hentschel Mitglied der Gilde St. Johann Saarbrücken im Cartell Rupert Mayer, deren Vorsitz er von 2003 bis 2004 innehatte.
2002 wurde Meyer-Hentschel zum Schatzmeister im Vorstand des Vereins der Freunde und Förderer der Stiftung Langwied e.V. in Saarbrücken berufen.
2004 übernahm Meyer-Hentschel den Vorsitz des “96. Deutscher Katholikentag Saarbrücken 2006 e.V.”, den das Bistum Trier gemeinsam mit dem Zentralkomitee der deutschen Katholiken in Saarbrücken veranstaltete.
Er engagierte sich viele Jahre in der Gemeindearbeit und der katholischen Erwachsenenbildung in Saarbrücken.
Er war verheiratet und hatte drei Kinder.

## Mitgliedschaften
- Deutsch-Französische Gesellschaft in Saarbrücken
- Katholischer Akademiker-Verband in Bonn
- Juristen-Vereinigung Lebensrecht e. V. in Köln
- Aktion Lebensrecht für Alle e.V. (AlfA) in Augsburg
- Verband der Reservisten der Deutschen Bundeswehr e. V. in Bonn

## Ehrungen und Auszeichnungen
2007 würdigte Papst Benedikt XVI. Meyer-Hentschels Verdienste um die katholische Kirche mit der Verleihung des Silvesterordens.

## Publikationen
- Märkte, Messen, Ausstellungen: Gewerberechtliches Handbuch für Verwaltung und Wirtschaft. 1980, ISBN 978-3-555-00375-7